# Formule Ford Festival
 (août 2025).
Si vous disposez d'ouvrages ou d'articles de référence ou si vous connaissez des sites web de qualité traitant du thème abordé ici, merci de compléter l'article en donnant les références utiles à sa vérifiabilité et en les liant à la section « Notes et références ».
Le Formule Ford Festival (BRSCC Formula Ford Festival) est une épreuve annuelle gérée par le British Racing and Sports Car Club mettant un point final à la saison de Formule Ford. Elle se déroule sur le Circuit de Brands Hatch depuis 1976 après s'être déroulée à Snetterton entre 1972 et 1975. La rencontre se déroule autour de plusieurs manches réservées chacune à une catégorie de monoplaces. Des pilotes des autres championnats sont présents. Elle fait figure de "coupe du monde" de Formule Ford.
Entre 1972 et 1992, les monoplaces de Formule Ford sont mues par le moteur Ford Kent dérivé de la Ford Anglia. De 1993 à 2004, il a été remplacé par le Ford Zetec puis par le Duratec après 2004. Les moteurs Kent et Zetec sont employés dans les catégories junior.
Après avoir accueilli plus de 100 participants dans les années 1990, la fréquentation du festival a regressé face à la baisse de son influence dans les carrières de pilotes, le dernier lauréat à avoir accédé à la Formule 1 est Anthony Davidson, vainqueur en 2000. Il accueille désormais entre 40 et 50 participants.

## Palmarès
| Année | Vainqueur                 |
| ----- | ------------------------- |
| 1972  | Ian Taylor                |
| 1973  | Donald Macleod            |
| 1974  | Richard Morgan            |
| 1975  | Geoff Lees                |
| 1976  | Derek Daly                |
| 1977  | Chico Serra               |
| 1978  | Michael Roe               |
| 1979  | Donald Macleod            |
| 1980  | Roberto Moreno            |
| 1981  | Tommy Byrne               |
| 1982  | Julian Bailey             |
| 1983  | Andrew Gilbert-Scott      |
| 1984  | Gerrit van Kouwen (en)    |
| 1985  | Johnny Herbert            |
| 1986  | Roland Ratzenberger       |
| 1987  | Eddie Irvine              |
| 1988  | Vincenzo Sospiri          |
| 1989  | Niko Palhares (en)        |
| 1990  | Dave Coyne (en)           |
| 1991  | Marc Goossens             |
| 1992  | Jan Magnussen             |
| 1993  | Russell Ingall (en)       |
| 1994  | Jason Watt                |
| 1995  | Kevin McGarrity (en)      |
| 1996  | Mark Webber               |
| 1997  | Jacky van der Ende (en)   |
| 1998  | Jenson Button             |
| 1999  | Ricardo van der Ende (en) |
| 2000  | Anthony Davidson          |
| 2001  | Alan van der Merwe        |
| 2002  | Jan Heylen                |
| 2003  | Joey Foster (en)          |
| 2004  | Dan Clarke                |
| 2005  | Duncan Tappy              |
| 2006  | Richard Tannahill         |
| 2007  | Nick Tandy                |
| 2008  | Wayne Boyd                |
| 2009  | Chrissy Palmer            |
| 2010  | Dennis Lind (en)          |
| 2011  | Scott Malvern (en)        |
| 2012  | Antti Buri (en)           |
| 2013  | Niall Murray              |
| 2014  | James Raven               |
| 2015  | Wayne Boyd                |
| 2016  | Niall Murray              |
| 2017  | Joey Foster               |
| 2018  | Joshua Smith              |
| 2019  | Jonathan Browne (en)      |
| 2020  | Rory Smith                |
| 2021  | Jamie Sharp               |
| 2022  | Max Esterson              |
| 2023  | Rory Smith                |
| 2024  | Joshua Smith              |